# قرار مجلس الأمن التابع للأمم المتحدة رقم 1189
قرار مجلس الأمن التابع للأمم المتحدة رقم 1189، المتخذ بالإجماع في 13 آب / أغسطس 1998، بعد أن أعرب عن قلقه العميق إزاء التفجيرات التي وقعت في نيروبي، كينيا، ودار السلام، تنزانيا في 7 آب / أغسطس 1998، أدان المجلس بشدة الهجمات الإرهابية ودعا البلدان إلى اتخاذ تدابير لمنع وقوع المزيد من الحوادث.

## خلفية
في 7 آب / أغسطس 1998، قُتل مئات الأشخاص في تفجيرات متزامنة بشاحنة مفخخة في سفارات الولايات المتحدة في كبرى مدن شرق أفريقيا دار السلام، تنزانيا، ونيروبي، كينيا. الهجمات، المرتبطة بأعضاء محليين في الجهاد الإسلامي المصري، لفتت انتباه أمريكا لأسامة بن لادن وأيمن الظواهري لأول مرة، وأسفرت عن وضع مكتب التحقيقات الفيدرالي الأمريكي بن لادن على قائمة المطلوبين العشرة.

## القرار
لقد أصيب مجلس الأمن بالصدمة من الهجمات التي كان لها أثر ضار على العلاقات الدولية، وكان مقتنعاً بأن قمع أعمال الإرهاب ضروري للسلم والأمن الدوليين. وشدد على أنه يتعين على كل دولة عضو الامتناع عن تنظيم أو تشجيع أو المشاركة في الأعمال الإرهابية في بلدان أخرى. علاوة على ذلك، كانت هناك حاجة إلى تعزيز التعاون الدولي بين الدول لاتخاذ تدابير لمنع الإرهاب ومكافحته.
وأدينت بشدة تفجيرات نيروبي ودار السلام، وتم تقديم التعازي لأسر الضحايا. تم حث جميع الدول والمؤسسات الدولية على تقديم المساعدة للتحقيقات في كينيا وتنزانيا والولايات المتحدة للقبض على المسؤولين وتسهيل إعادة بناء البنية التحتية في كلا البلدين. وأخيراً، تم حث جميع البلدان على أن تتخذ، وفقاً للقانون الدولي، تدابير للأمن والتعاون لمنع المزيد من الأعمال ومحاكمة ومعاقبة مرتكبي الإرهاب.

## روابط خارجية
- نص القرار في undocs.org